# San Isidro Buensuceso
San Isidro Buensuceso or San Isidro Buen Suceso est une ville de la municipalité de San Pablo del Monte, dans l'état de Tlaxcala, au Mexique, sur le versant sud du volcan La Malinche. La ville porte le nom de Saint Isidore le Travailleur, dont la fête est célébrée le 15 mai de chaque année.
Les habitants de San Isidro Buensuceso sont des indigènes Nahuas; la langue maternelle des enfants est le nahuatl. C'est la ville nahuatl la plus éloignée de Tlaxcala.